# Renier González
Renier González (Jagüey Grande, Cuba, 21 de noviembre de 1972) es un Gran Maestro Internacional de ajedrez cubano, que representa actualmente a Estados Unidos.
Su máximo elo fue de 2560 puntos, en la lista de la FIDE del 1 de enero de 1996 hgsysisbdbhusksn

## Resultados destacados en competición
Obtuvo las normas para el título de Gran Maestro en los siguientes torneos, en 2004 en el Abierto de Mashantucket y en el Abierto de Lindsborg y en 2007, en el Abierto internacional de Bañolas, acabó primero empatado con José González García, Mihail Marin y Lewan Aroszidze.
Ganador del Campeonato abierto de ajedrez de Estados Unidos en 2004 en  Fort Lauderdale, Florida, empatado con Alexander Onischuk, Rodrigo Vasquez, Aleksander Wojtkiewicz, Ildar Ibragimov, Andranik Matikozyan y Marcel Martinez.